# Bình ca Gregoriano
Thánh ca Gregorian xuất phát từ tên của Giáo hoàng Grêgôriô I (Giáo hoàng Rome năm 590-604), người mà truyền thống thời trung cổ sau này gán cho quyền tác giả của hầu hết các bài thánh ca trong phụng vụ La Mã. Vai trò thực sự của Gregory dường như chỉ giới hạn ở việc phong thánh cho việc thực hành phụng vụ, có thể là đối đáp.
Từ hợp xướng được dùng với nhiều nghĩa (thường có nghĩa là sự sắp xếp bốn giọng của các bài hát của nhà thờ Luther, cũng như trong các tác phẩm âm nhạc - trong cụm từ "kho hợp xướng" [ngụ ý đa âm]), do đó, để biểu thị nghi thức phụng vụ. đơn điệu của người Công giáo, nên sử dụng thuật ngữ cantus planus đích thực thời trung cổ ("tụng kinh trôi chảy", "hát êm dịu", "tụng kinh đều", "tụng kinh đơn giản" - điều này hàm ý một nhịp điệu "tuyên ngôn" tự do , không được viết thành ghi chú và chỉ được đọc bằng lời cầu nguyện). Thuật ngữ tiếng Nga "thánh ca Gregorian" bắt nguồn từ đó. Hợp xướng gregorianischer, vẫn còn phổ biến ở các nước nói tiếng Đức.

Thánh ca Gregorian là đơn âm, mặc dù trong quá trình phát triển lịch sử, thánh ca Gregorian đã được sử dụng một cách có hệ thống làm nền tảng của âm nhạc nhà thờ đa âm: từ đàn organ đầu tiên đến đại chúng thời Phục hưng cao độ.

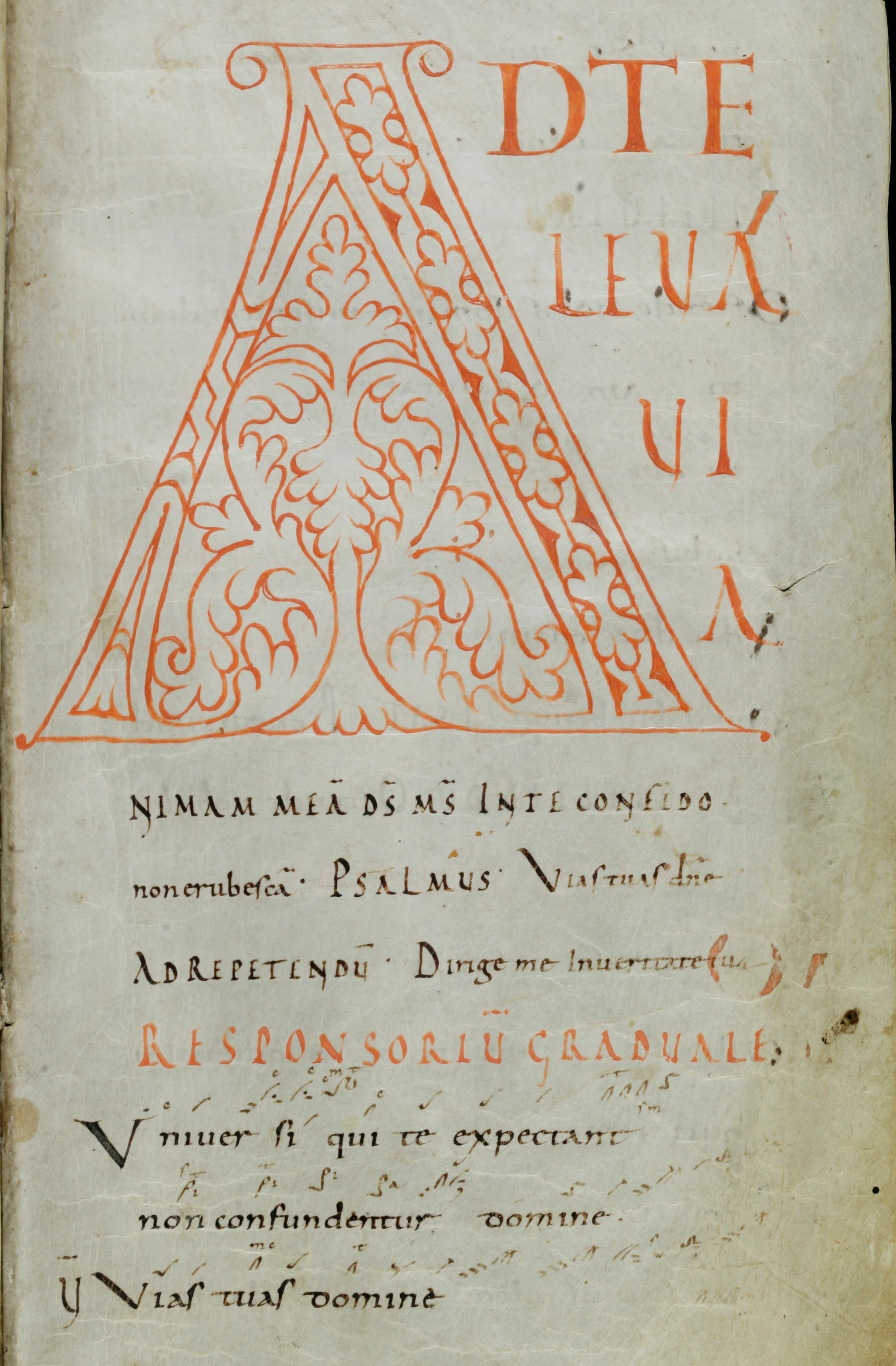
Two plainchants from the Mass Proper, written in adiastematic neumes.